# 加藤昇司
加藤 昇司（かとう しょうじ、1944年4月1日 - ）は、日本の経営者。藤田観光社長を務めた。愛知県出身。

## 経歴・人物
1968年に一橋大学経済学部を卒業。日本興業銀行での勤務を経て、1993年に同和鉱業に転じ、1995年に取締役に就任し、1999年6月に常務を経て、2002年3月に藤田観光副社長に就任し、2004年3月には社長に昇格した。2007年3月には相談役に退いた。